# Битка при Мардия
Битката при Мардия (на латински: Campus Mardiensis) се провежда през края на 316 г. / началото на 317 г. вероятно в днешен Харманли (България) в Тракия, между войските на римските императори Константин Велики и Лициний, заедно с Валерий Валент.
Завършва с победата на Константин Велики.
В Теодосиевия кодекс се съдържа императорски указ от 10 април (вероятно 318 или 324 година), с който се предоставят определени привилегии на ветераните от битката, посочена от император Константин Велики с думите „нашата първа победа в Тракия“ (лат. prima per Thraciam victoria, превод Велизар Велков).